# 時の輝き
『時の輝き』（ときのかがやき）は、折原みとによる日本のライトノベル。講談社X文庫（講談社）より1990年1月から1992年10月まで刊行された。累計部数は110万部を記録している。映画化やコミカライズ化も行われた。

## 既刊一覧

### 小説

#### 講談社X文庫版
- 折原みと 『時の輝き』 講談社〈講談社X文庫〉、全2巻
  1. 1990年1月発行、ISBN 4-06-190578-3
  2. 1992年10月発行、ISBN 4-06-198681-3

#### 講談社F文庫版
- 折原みと 『時の輝き』 講談社〈講談社F文庫〉、2005年2月28日第1刷発行、ISBN 4-06-280000-4

#### 講談社文庫版
- 折原みと 『時の輝き』 講談社〈講談社文庫〉、2009年10月15日発売[2]、ISBN 978-4-06-276497-1

### 漫画
- 折原みと 『時の輝き』 講談社〈KCデザート〉、2000年10月11日発売[3]、ISBN 4-06-341107-9

## 映画
1995年3月18日に公開された。配給は松竹。監督は朝原雄三。高橋由美子主演作品。また、『時の輝き・映画編』と題した映画のシナリオブックもティーンズハートより刊行された。後に作者自身の手で続編小説『時の輝き・2』とともにコミック化される。

### 主な登場人物
神崎由花（かんざき ゆうか）
私立明愛学園看護科2年生、16歳（第1部時）。中学時代の陸上記録会でよい成績を出せなかったシュンチを励ましたことがきっかけで、初恋と共に看護婦の道を志すも中2の時転校。
実習先で再会したシュンチと恋人関係になるが…。再入院したシュンチの傍にいるため、両親に「病院実習がまた始まった」と嘘をついていた。
第2部では亜矢の憧れの先輩ナースとして活躍中。亜矢のお姉さん的な存在感を見せる。その心の中には今もシュンチの存在が。
守谷峻一（もりたに しゅんいち）
N高に通う17歳。ニックネームはシュンチ。陸上の走り高跳びでインターハイ出場経験を持つ。が、記録が伸びず、むしゃくしゃして無免許で友人のバイクを運転し、事故を起こして入院。偶然由花と再会する。
その時点で、ヒザに腫瘍が確認されていたが腫瘍摘出手術を受け退院。しかし夏の再検査で肺への転移が確認され、緊急入院する。投薬でも転移巣の縮小が見られないため、抗癌剤治療を打ち切られ、副作用がなくなったことで一時的に小康状態になるも、12月26日没。
守谷亜矢（もりたに あや）
峻一の妹。第1部では小学生（映画版では中学生）だが、9年後の第2部では和聖大学付属看護学校の1年生で主人公。
お兄ちゃん子で、峻一が薬の副作用や痛みに苦しむ間も傍を離れなかった。また、由花と峻一を間近で見ていたため、看護婦を目指す。
第2部の病院実習では仲間や患者といった様々な人と関わり、精神的に成長を遂げる。2年後新米ナースとなる。
映画版で守谷亜矢が長身の中学生に設定されたのは、原作設定の小学4年生では、作中で鍵となるセリフをきちんと言える年齢か不安だったのと、「チビの由花」を強調するためだったという。
大島（おおしま）
峻一の主治医。コミックでは短髪に眼鏡をかけている男性。由花が峻一に付き添っていて遅くなり、病院に現れた両親に叱られた際、峻一の支えとしての由花が必要だと、看護婦ともども説得してくれた。
第2部では、救命センターでの処置に訪れるうち、由花と付き合い始め、亜矢が看護婦になる1年前に由花と結ばれる。

### キャスト
- 神崎由花：高橋由美子[6]
- 守谷峻一：山本耕史[6]
- 由花のパパ：橋爪功[6]
- 由花のママ：風吹ジュン[6]
- 由花のおばあちゃん：東恵美子[6]
- 俊一のママ：夏木マリ[6]
- 守谷亜矢：京野ことみ[6]
- 恭子：春木みさよ[6]
- さとる：早瀬翼[6]
- 婦長：石井苗子[6]
- 来島（看護婦）：角替和枝[6]
- 永島：樹木希林[6]
- 大島（大学病院の先生）：別所哲也[6]

### スタッフ
- 監督：朝原雄三[7]
- 製作：櫻井洋三[7]
- プロデューサー：野村芳樹[6]、秋葉千晴[6]
- 脚色：山田洋次[7]、朝原雄三[7]
- 原作：折原みと[7]
- 音楽：西村由紀江（ポニーキャニオン）[7]
- 音楽プロデューサー：小野寺重之[4]、高石真美[4]
- 録音：岸田和美[4]
- 撮影：長沼六男[7]
- 美術：横山豊[7]
- 衣装：本間邦人[6]
- 照明：中村裕樹[6]
- 編集：石島一秀[7]
- 助監督：佐々木智明[7]
- 配給：松竹[4]

### 主題歌
- 東野純直:「確かに愛したとき」（ティー・グランドミュージック）

### 挿入歌
- 東野純直:「Lover's Moon」（ティー・グランドミュージック）

### 関連書籍
- 折原みと 『時の輝き 映画編』 講談社〈講談社X文庫ティーンズハート〉、1995年2月5日第1刷発行、ISBN 4-06-199352-6